# Serra da Galga
Serra da Galga är en bergskedja i Brasilien.   Den ligger i delstaten Minas Gerais, i den sydöstra delen av landet, 700 km sydost om huvudstaden Brasília.
Omgivningarna runt Serra da Galga är huvudsakligen savann. Runt Serra da Galga är det glesbefolkat, med 20 invånare per kvadratkilometer.